# Archidiocèse catholique de Southwark
Ne doit pas être confondu avec Diocèse anglican de Southwark.
L’archidiocèse de Southwark est un archidiocèse catholique métropolitain de rite latin érigé en Angleterre le 28 mai 1965. Son titulaire, John Wilson (en) (depuis 2019), siège à la cathédrale Saint-Georges de Southwark.

## Territoire
L'archidiocèse couvre les arrondissements du Grand Londres situés au sud de la Tamise, ainsi que le comté du Kent et l'autorité unitaire de Medway.
Le siège archiépiscopal est à Londres, où la cathédrale Saint-Georges est située dans le borough de Southwark. À Faversham se trouve un sanctuaire national dédié à saint Jude.
Le territoire couvre 4 596 km², et il est divisé en 175 paroisses, regroupées en 20 doyennés, 13 à Londres et 7 dans le Kent. 

## Histoire
Le diocèse de Southwark a été érigé le 29 septembre 1850, en même temps que la restauration de la hiérarchie catholique en Angleterre et au pays de Galles, par le bref apostolique Universalis Ecclesiae du pape Pie IX, prenant son territoire du vicariat apostolique du district de Londres, aujourd'hui l'archidiocèse de Westminster, dont il était à l'origine suffragant.
Le 19 mai 1882, il a cédé une partie de son territoire au profit de l'érection du diocèse de Portsmouth.

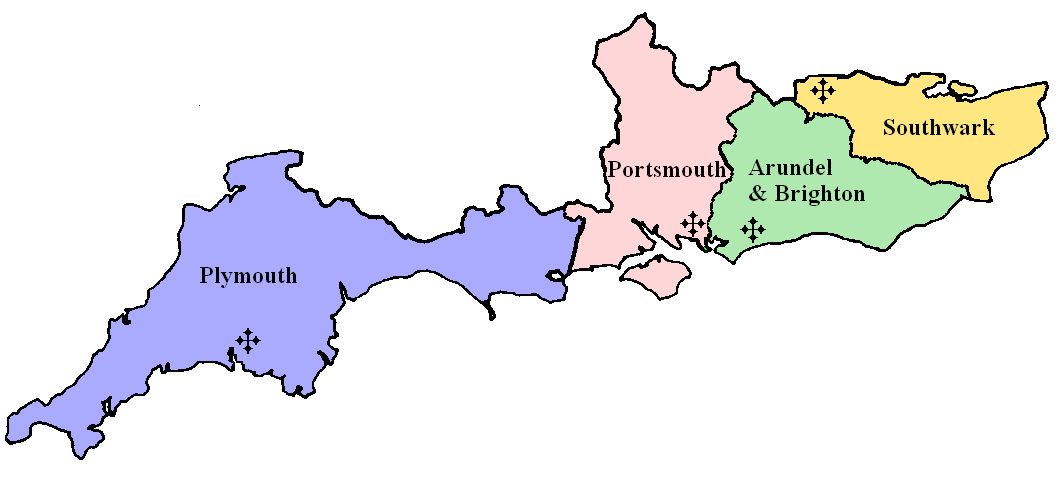
Province ecclésiastique de Southwark.

Le 28 mai 1965, en vertu de la bulle Romanorum Pontificum du pape Paul VI, il a cédé une autre partie de son territoire au diocèse d'Arundel et Brighton et a été en même temps élevé au rang d'archidiocèse métropolitain.